# InfoMonitor
Biuro Informacji Gospodarczej InfoMonitor Spółka Akcyjna – to polskie biuro informacji gospodarczej z siedzibą w Warszawie. Podstawą działalności BIG InfoMonitor jest ustawa z 9  kwietnia 2010 r. o udostępnianiu danych gospodarczych i wymianie danych gospodarczych. BIG InfoMonitor jako jedyne biuro informacji gospodarczej umożliwia też dostęp do danych z baz Biura Informacji Kredytowej oraz Związku Banków Polskich.

## Działalność
Przedsiębiorstwo przyjmuje, przechowuje oraz udostępnia informacje gospodarcze (IG) o zadłużeniu oraz terminowych płatnościach konsumentów i przedsiębiorców. Informacje o  dłużnikach mogą do Biura przekazywać m.in.: 
- dostawcy energii elektrycznej, gazu, wody i innych przedsiębiorstw użyteczności publicznej,
- operatorzy telefonii stacjonarnej i komórkowej,
- operatorzy telewizyjni,
- firmy ubezpieczeniowe, faktoringowe, leasingowe,
- zarządcy nieruchomości,
- sądy,
- gminy, urzędy miasta i podległe im zakłady komunalne,
- wynajmujący powierzchnie biurowe, magazynowe,
- hurtownie oraz inni przedsiębiorcy,
- firmy zajmujące się przewozem osób,
- banki,
- firmy pożyczkowe,
- osoby fizyczne, ale wyłącznie na podstawie prawomocnego wyroku sądowego z klauzulą wykonalności.

Konsument może być wpisany do BIG jeśli jego zaległość wynosi min. 200 zł, a firma gdy jest to min. 500 zł. W obu przypadkach od terminu płatności musi minąć co najmniej 30 dni. Na innych zasadach dłużników wpisują sądy oraz gminy dłużników alimentacyjnych, za których wypłacają świadczenia z Funduszu Alimentacyjnego. Nowe regulacje prawne tzw. Pakiet Wierzycielski, który ma poprawić ściągalność zobowiązań w polskiej gospodarce  pozwoli wpisywać dłużników do BIG już po 30 dniach po upływie terminu płatności. Pakiet wierzycielski czyli „Ustawa o zmianie niektórych ustaw w celu ułatwienia dochodzenia wierzytelności” z 7 kwietnia 2017 r. wchodzi w życie 13 listopada 2017 r. .
W połowie 2017 r. liczba informacji negatywnych i pozytywnych znajdujących się w Rejestrze BIG InfoMonitor dotyczyła 4,8 mln konsumentów oraz przedsiębiorców. Liczba informacji gospodarczych na ich temat przekroczyła 55,6 mln.
Informacje na temat dłużników oraz rzetelnych płatników, po spełnieniu pewnych warunków mogą pobierać wszystkie podmioty gospodarcze oraz w ograniczonym zakresie osoby fizyczne. Firmy jak i konsumenci mogą bez ograniczeń sprawdzać innych przedsiębiorców. Na  pobranie raportu o konsumencie firma musi mieć zgodę sprawdzanego, z kolei osoba fizyczna w ogóle nie może pobierać informacji o innych konsumentach, ma natomiast nieograniczony dostęp do informacji na swój temat. Zgodnie z ustawą o udostępnianiu danych gospodarczych i wymianie danych gospodarczych, konsument może co 6 miesięcy pobrać bezpłatny Raport o Sobie zawierający informacje o ewentualnych wpisach oraz Raport z Rejestru Zapytań informujący o tym jaka instytucja pytała o niego w BIG. W przypadku zastrzeżeń do znajdujących się w BIG informacji konsument może złożyć w BIG reklamację, a po wejściu w życie „Ustawy o zmianie niektórych ustaw w celu ułatwienia dochodzenia wierzytelności” 13 listopada 2017 r. zgłosić sprzeciw.
W 2007 r. Biuro udostępniło ponad 1,4 mln raportów informujących o wiarygodności finansowej konsumentów oraz firm, w 2011 było to już 8 mln raportów, a w 2016 18,4 mln raportów.
Negatywne informacje zawarte w raporcie z BIG o konsumencie czy firmie mogą uniemożliwić im zawarcie pożądanej umowy, wzięcie kredytu, pożyczki, zakup towaru z odroczonym terminem płatności. Z kolei pozytywne informacje mogą zwiększyć szanse na współpracę. Wśród znaczących  klientów BIG InfoMonitor zgłaszających informacje jak i pobierających dane, znajduje się większość firm pożyczkowych oraz leasingowych, czołowe telekomy i ubezpieczyciele oraz banki[ .]  Jednak umowy z nim podpisują też np. TBS-y i spółdzielnie mieszkaniowe. Traktują biuro jako „straszak” na zadłużonych lokatorów, których nie mogą w inny sposób skłonić do uregulowania zobowiązań.
Spółka wraz z BIK co kwartał publikuje „InfoDług” –  wydawnictwo na temat  konsumentów  podwyższonego ryzyka, przedstawiające strukturę zadłużenia Polaków. „InfoDług” podaje jaka część zaległości to zaległości kredytowe, a jaka część wynika z nieopłacania bieżących rachunków, alimentów, długów wobec sądów, rat pożyczek pozabankowych, itp. Raport uwzględnia zaległości mieszkańców poszczególnych województw, przedziały wiekowe i płeć dłużników[10]. Podaje m.in. najbardziej zadłużoną osobę w Polsce (bez danych personalnych) – w czerwcu 2017 miał to być mieszkaniec województwa mazowieckiego, zalegający ze spłatą 103,5 mln zł.
BIG InfoMonitor od czerwca 2015 r. prowadzi akcję „Odzyskuj alimenty”, która pozwala za symboliczną złotówkę wpisywać do rejestru dłużników alimentacyjnych. Akcja skierowana jest do opiekunów prawnych dzieci na które rodzice nie chcą łożyć alimentów zasądzonych prawomocnym wyrokiem.
Firma, we współpracy z Biurem Informacji Kredytowej, od 2017 r. regularnie publikuje także informacje na temat solidności płatniczej poszczególnych branż, wskazując na ile rozpowszechnione są wśród przedsiębiorstw zajmujących się daną działalnością problemy z terminową płatnością zobowiązań wobec kontrahentów oraz banków. Co pokazuje poziom ryzyka we współpracy z tymi przedsiębiorstwami.
Regularnie monitoruje jaki jest odsetek firm z problemami w uzyskiwaniu płatności od kontrahentów.

## Historia
W 2003 roku kilka dużych, polskich przedsiębiorstw: bank PKO BP, Powszechny Zakład Ubezpieczeń, KGHM Polska Miedź, Polkomtel, Polska Wytwórnia Papierów Wartościowych, wraz z Biurem Informacji Kredytowej, Związkiem Banków Polskich i Krajową Izbą Gospodarczą, postanowiły wspólnie powołać organizację mającą na celu pośrednictwo w udostępnianiu informacji gospodarczych o wiarygodności płatniczej konsumentów i przedsiębiorców. Akt notarialny zawiązania spółki akcyjnej został podpisany 8 grudnia 2003 r. Kapitał zakładowy wspólnego przedsięwzięcia wynosił 4 mln zł i składał się z 4 tys. imiennych akcji, każda o wartości nominalnej 1000 zł. Największymi akcjonariuszami spółki zostały: BIK (26,875%), Polkomtel (19,225%), KGHM (17,5%), PKO BP (12,5%), PWPW (12%) i PZU (9,4%). ZBP i KIG objęły po 1,25% akcji.
W świetle ustawy o ochronie konkurencji i konsumentów, powstanie takiego przedsiębiorstwa było traktowane jako dokonanie przez założycieli koncentracji, na co musiał wyrazić zgodę organ antymonopolowy. Stało się to 3 marca 2004. BIG InfoMonitor działalność operacyjną rozpoczął jednak dopiero w 2005 r. Niecałe dwa lata później spółka popadła w tarapaty organizacyjne, bowiem jej właściciele nie byli w stanie się porozumieć. W 2007 inicjatywę przejęło Biuro Informacji Kredytowej, postanawiając odkupić akcje od pozostałych akcjonariuszy. Najpierw KGHM i Polkomtel sprzedały swoje pakiety. Później z inwestycji w BIG wycofały się PKO BP i PZU. Żeby dalej rozwijać spółkę, podwyższono jej kapitał zakładowy o 1,8 mln zł w drodze emisji nowych akcji.
W grudniu 2009 r. podniesiono kapitał BIG InfoMonitor do kwoty 10 mln 550 tys. PLN. Większościowym akcjonariuszem BIG InfoMonitor został BIK (94%) a jej mniejszościowymi akcjonariuszami były nadal Polska Wytwórnia Papierów Wartościowych i Związek Banków Polskich[17]. W 2010 r. BIG InfoMonitor zanotował pozytywny wynik finansowy (ponad 150 tys. PLN).
W listopadzie spółka otworzyła Punkt Obsługi Klienta w Warszawie (razem z BIK i ZBP).
W dniu 5 grudnia 2011 roku BIK odkupił akcje od PWPW i zwiększył swoje udziały w BIG InfoMonitor do 98,58%. Pozostałe udziały należą do ZBP. Za 2011 rok wynik BIG InfoMonitor wyniósł około 0,8 mln PLN, w 2016 r. było to już ponad 3,6 mln zł.

## Obawy konkurencji
Krajowy Związek Banków Spółdzielczych, Kasa Krajowa SKOK oraz Konferencja Przedsiębiorstw Finansowych w Polsce zwracały w 2008 roku uwagę, że Biuro Informacji Kredytowej, będące głównym akcjonariuszem InfoMonitora, tylko jemu udostępnia zgromadzone przez siebie dane. Uważają, że może to doprowadzić do monopolizacji rynku i postulują wprowadzenie do ustawy zapisu umożliwiającego wszystkim biurom informacji gospodarczej korzystanie z danych BIK-u. Podobne obawy już w 2005 wyrażali konkurenci InfoMonitora.
Problem został rozwiązany w 2010 przez wejście w życie ustawy o udostępnianiu informacji gospodarczych i wymianie danych gospodarczych.